# Kansas City Chiefs 1986
La stagione 1986 dei Kansas City Chiefs è stata la 17ª nella National Football League e la 27ª complessiva.
Dopo un record di 3-3 nelle prime sei partite, Bill Kenney sostituì Todd Blackledge come quarterback titolare, portando la squadra a quattro vittorie consecutive, la striscia più lunga dal 1980. Seguirono tre sconfitte consecutive che misero in dubbio la partecipazione ai playoff. Due vittorie a dicembre però assicurarono a Kansas City di raggiungere la post-season dopo 15 anni. Nel turno delle wild card la squadra, con Blackledge titolare al posto dell'infortunato Kenney, fu eliminata dai New York Jets. Malgrado il risultato positivo l'allenatore John Mackovic fu licenziato a fine stagione.

## Roster
| Roster dei Kansas City Chiefs nel 1984 |
| --- |
| Quarterback - 14 Todd Blackledge - 9 Bill Kenney - 10 Frank Seurer Running Back - 44 Herman Heard - 46 Bruce King - 40 Ken Lacy - 43 Mike Pruitt - 32 Larry Moriarty - 40 Boyce Green - 42 Jeff Smith - 47 Chris Smith Wide Receiver - 88 Carlos Carson - 89 Henry Marshall - 83 Stephone Paige - 86 Emile Henry - 82 Anthony Hancock Tight End - 84 Paul Coffman - 87 Walt Arnold - 85 Jonathan Hayes Offensive Linemen - 61 Mark Adickes G - 76 John Alt T - 75 Irv Eatman T - 51 Rick Donnalley C - 72 Dave Lutz T - 71 Brad Budde G - 77 Rich Baldinger T - 73 Brian Jozwiak G - 70 Jim Rourke T/G - 62 Adam Lingner C - 58 Tom Baugh C Defensive Linemen - 99 Mike Bell DE - 98 Leonard Griffin DE - 74 Pete Koch DT - 63 Bill Maas DT - 67 Art Still DE - 70 Kit Lathrop DE/NT - 93 Eric Holle NT/DE - 91 Gary Baldinger DE/NT Linebacker - 55 Louis Cooper OLB/ILB - 56 Dino Hackett ILB - 97 Scott Radecic ILB - 54 Tim Cofield OLB - 53 Whitney Paul - 59 Gary Spani - 96 Aaron Pearson - 94 Ken McAlister Defensive Back - 34 Lloyd Burruss SS - 20 Deron Cherry FS - 29 Albert Lewis CB - 24 J.C. Pearson CB - 30 Mark Robinson - 31 Kevin Ross CB - 22 Sherman Cocroft Special Team - 8 Nick Lowery K - 5 Lewis Colbert P |
| Legenda - I rookie sono in corsivo. - Il primo ruolo è il principale mentre gli eventuali successivi indicano i ruoli secondari. - (IR) sta per Injured Reserve ed indica la lista ristretta per un solo giocatore infortunato che può tornare ad allenarsi dopo la settimana 6 e a rientrare in prima squadra dopo che questa ha giocato 8 partite. - (NF-Inj.) / (NF-Ill.) stanno rispettivamente per Non-Football Injured e Non-Football Illness ed indicano le liste dove viene inserito un giocatore che ha un infortunio o una malattia non dipendente dal football americano. - (PUP) sta per Physically Unable to Perform ed indica la lista dove viene inserito un giocatore mentre è in attesa di recuperare la condizione fisica. Nella stagione regolare dopo la sesta partita giocata dalla propria squadra, il giocatore ha tempo tre settimane per riprendere ad allenarsi, più tre settimane aggiuntive dal suo rientro agli allenamenti per rientrare in prima squadra. |

## Calendario
| Stagione regolare |                   |                        |           |          |
| Turno             | Data              | Avversario             | Risultato | Pubblico |
| 1                 | 7 settembre 1986  | Cincinnati Bengals     | V 24–14   | 43,430   |
| 2                 | 14 settembre 1986 | at Seattle Seahawks    | S 23–17   | 61,068   |
| 3                 | 21 settembre 1986 | Houston Oilers         | V 27–13   | 43,699   |
| 4                 | 28 settembre 1986 | at Buffalo Bills       | V 20–17   | 67,555   |
| 5                 | 5 ottobre 1986    | Los Angeles Raiders    | S 24–17   | 74,430   |
| 6                 | 12 ottobre 1986   | at Cleveland Browns    | S 20–7    | 71,278   |
| 7                 | 19 ottobre 1986   | San Diego Chargers     | V 42–41   | 55,767   |
| 8                 | 26 ottobre 1986   | Tampa Bay Buccaneers   | V 27–20   | 36,230   |
| 9                 | 2 novembre 1986   | at San Diego Chargers  | V 24–23   | 48,518   |
| 10                | 9 novembre 1986   | Seattle Seahawks       | V 27–7    | 53,268   |
| 11                | 16 novembre 1986  | at Denver Broncos      | S 38–17   | 75,745   |
| 12                | 23 novembre 1986  | at St. Louis Cardinals | S 23–14   | 29,680   |
| 13                | 30 novembre 1986  | Buffalo Bills          | S 17–14   | 31,492   |
| 14                | 7 dicembre 1986   | Denver Broncos         | V 37–10   | 47,019   |
| 15                | 14 dicembre 1986  | at Los Angeles Raiders | V 20–17   | 60,952   |
| 16                | 21 dicembre 1986  | at Pittsburgh Steelers | V 24–19   | 47,150   |

### Playoff
Turno delle wild card
|        | 1 | 2  | 3 | 4 | Totale |
| ------ | - | -- | - | - | ------ |
| Chiefs | 6 | 0  | 0 | 9 | 15     |
| Jets   | 7 | 14 | 7 | 7 | 35     |

al Giants Stadium, East Rutherford, New Jersey
- Data: 28 dicembre 1986
- Ora: 12:30 p.m. EST
- Pubblico: 75,212
- Arbitro: Red Cashion
- Commentatori (NBC): Marv Albert e Bob Griese

## Classifiche
| AFC West              |    |    |   |      |     |      |     |     |     |
|                       | V  | S  | P | %    | DIV | CONF | PF  | PS  | STR |
| Denver Broncos(2)     | 11 | 5  | 0 | .688 | 5–3 | 8–4  | 378 | 327 | S1  |
| Kansas City Chiefs(5) | 10 | 6  | 0 | .625 | 5–3 | 9–5  | 358 | 326 | V3  |
| Seattle Seahawks      | 10 | 6  | 0 | .625 | 5–3 | 7–5  | 366 | 293 | V5  |
| Los Angeles Raiders   | 8  | 8  | 0 | .500 | 4–4 | 7–5  | 323 | 346 | S4  |
| San Diego Chargers    | 4  | 12 | 0 | .250 | 1–7 | 4–8  | 335 | 396 | S2  |